# Tornabuoni

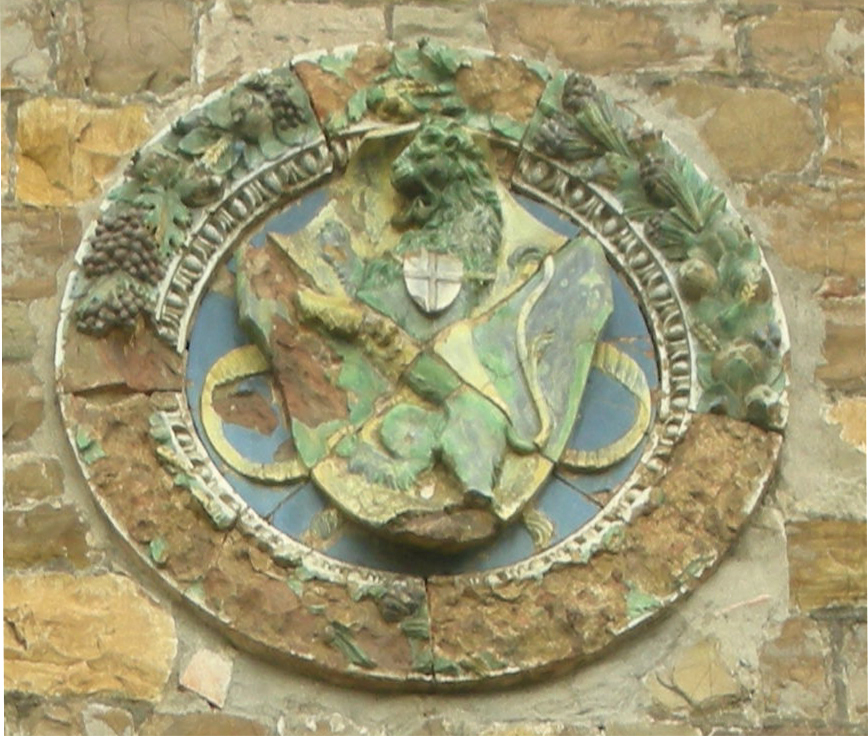
Stemma di Casa Tornabuoni sulla facciata della chiesa di Santo Stefano in Pane, Firenze

I Tornabuoni furono un'antica famiglia nobiliare di Firenze.

## Storia familiare

### Origini e ascesa
La famiglia si chiamava anticamente Tornaquinci ed era arrivata a Firenze sin dal X secolo e nel XII faceva parte delle famiglie che governavano la città quando si scelse di schierarsi contro Federico Barbarossa. Nel 1178 ci furono scontri di piazza tra antimperiali (Cavalcanti, Giandonati, Tornaquinci e pochi altri) e filoimperiali (Uberti), che vide la sconfitta dei secondi.
La famiglia si arricchì con il commercio e il cambio (attività bancaria), arrivando ad essere inserita tra i "magnati", cioè quelle famiglie "aristocratiche" che godevano di un certo potere economico e anche militare. A questo erano arrivati soprattutto tramite la fortuna commerciale, non essendo nessun Tornaquinci dichiarato cavaliere né aver partecipato alle crociate. Fecero parte della fazione guelfa e patirono diverse vittime durante la battaglia della Val di Nievole dell'agosto del 1315. Con la sconfitta però della fazione ghibellina vollero accedere alle cariche pubbliche, ma la loro ascesa politica venne presto sbarrata dalle leggi anti-magnatizie. Nel 1393 il ramo principale della famiglia, di Simone di Tieri Tornaquinci, decise allora di cambiare nome per convenienza diventando "popolani" e scegliendo l'appellativo di Torna-"buoni".

### Alleanza coi Medici e apogeo

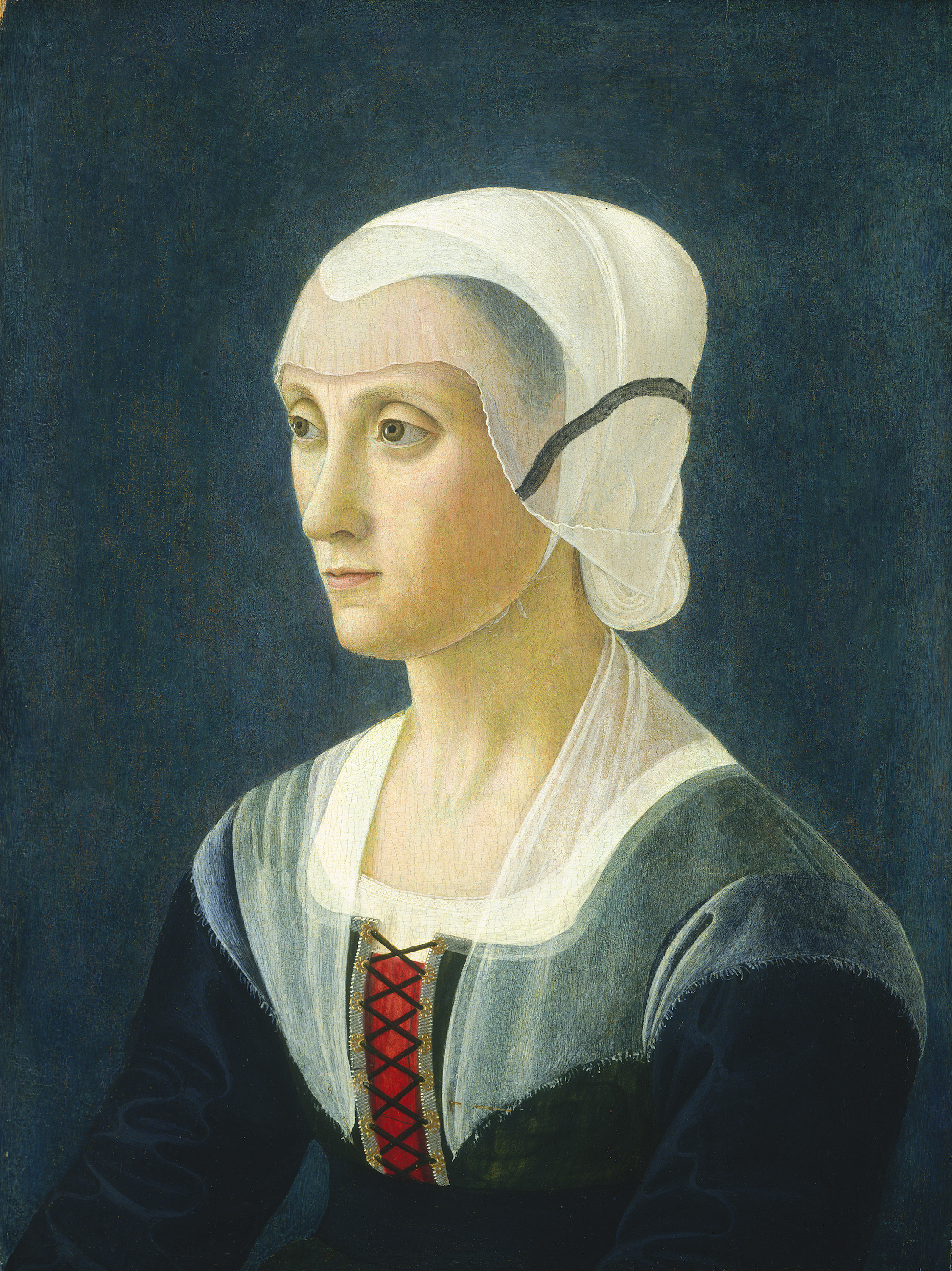
Ritratto di Lucrezia Tornabuoni, attribuito a Domenico Ghirlandaio, National Gallery di Washington

Nel primo Quattrocento la famiglia fu nella rosa degli alleati fidati di Cosimo de' Medici, ricoprono spesso cariche pubbliche manovrate nell'ombra da Cosimo stesso. Il suggello di questo patto fu il matrimonio di Lucrezia Tornabuoni, donna estremamente colta, poetessa e tra le protagoniste della scena fiorentina dell'epoca, con Piero de' Medici, divenuto poi Signore di Firenze alla morte del padre. Lucrezia fu la diretta responsabile dell'imparentamento dei Medici con gli Orsini (fece infatti sposare a suo figlio Lorenzo, "il Magnifico", Clarice Orsini, scelta da lei personalmente in un viaggio a Roma), che si dimostrò poi una delle alleanze più preziose per la casata, che fruttò in seguito l'elezione al soglio pontificio del nipote di Lucrezia, Giovanni, poi papa Leone X.

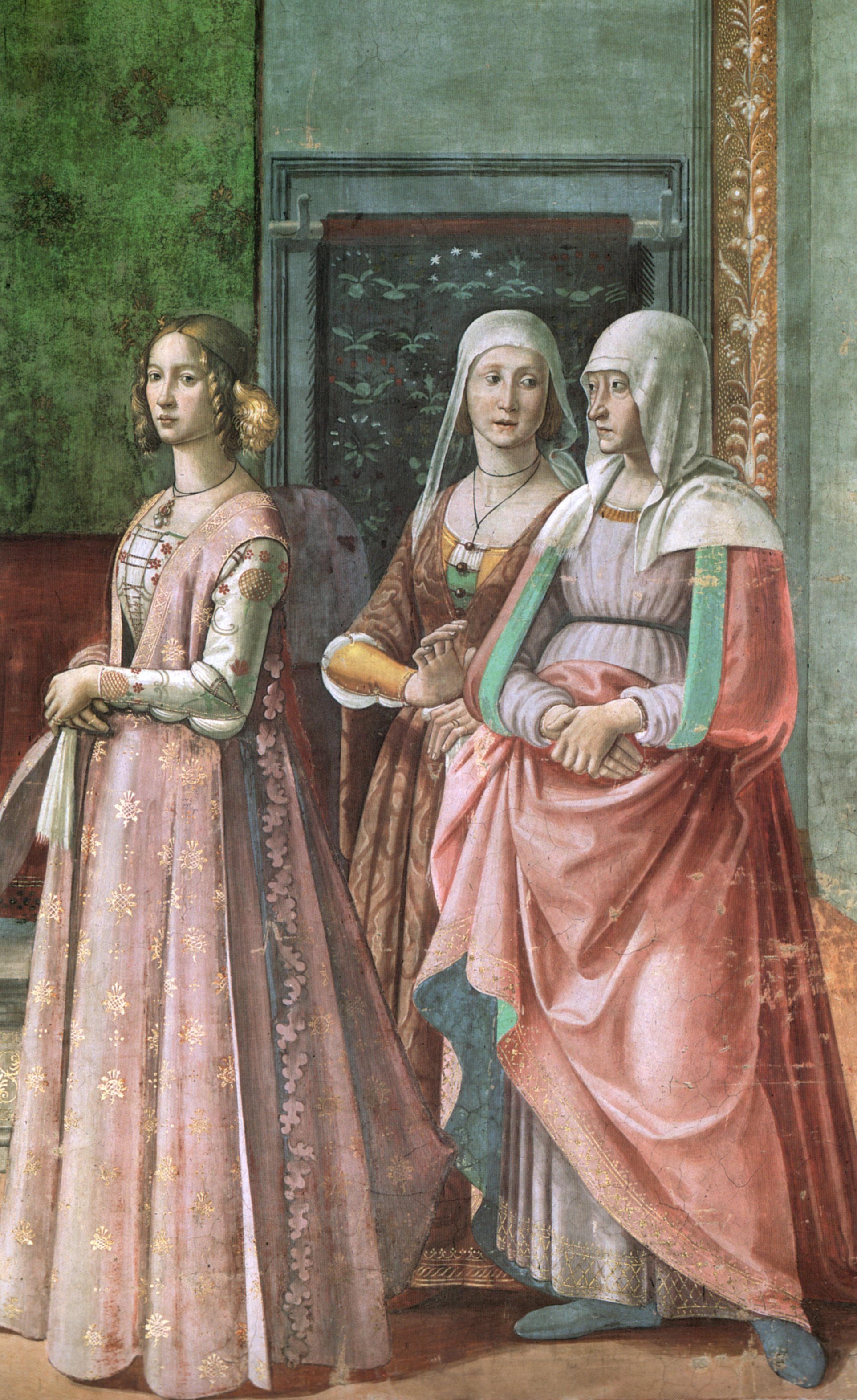
Affreschi di membri della famiglia Tornabuoni di Domenico Ghirlandaio, Cappella Tornabuoni, Santa Maria Novella, Firenze

Fratello di Lucrezia fu Giovanni Tornabuoni, banchiere di fama e colto mecenate, che fece costruire il palazzo Corsi-Tornabuoni nella via fiorentina che da essi prende il nome: via de' Tornabuoni. Giovanni commissionò anche a Domenico Ghirlandaio gli affreschi della Cappella Tornabuoni in Santa Maria Novella, una delle imprese artistiche più vaste dell'epoca, dove figurano numerosi ritratti della famiglia e dei loro alleati. Giovanni ebbe numerosi incarichi diplomatici, fino trasferirsi a Roma come tesoriere di Sisto IV. Qui egli seppe restare neutrale quando l'appoggio del papa venne meno ai Medici, durante la Congiura dei Pazzi. Il Tornabuoni fece anzi da mediatore durante le successive trattative di pace tra Roma e Firenze. Sotto Innocenzo VIII fu ambasciatore e trattò per il matrimonio di sua nipote Maddalena de' Medici con Franceschetto Cybo, figlio del papa. Un ritratto col fratello Francesco si trova nell'affresco della Vocazione dei primi apostoli nella Cappella Sistina, sempre opera del Ghirlandaio.

### Crisi
Durante la rivolta contro i Medici e la cacciata di Piero il Fatuo, i Tornabuoni furono tra i fedeli che cercarono di difendere lo status quo, riuscendo però, con abili mosse politiche, a non venire scacciati dalla città, mantenendo il proprio palazzo che non venne né saccheggiato né confiscato (e all'epoca conteneva numerose opere d'arte e una ricchissima biblioteca).
Nel 1497 venne arrestato Lorenzo Tornabuoni con Niccolò Ridolfi, Giannozzo Pucci, Giovanni Cambi e Bernardo del Nero per il loro tentativo di preparare un colpo di Stato per far tornare i Medici in città. I congiuranti, apertamente accusati da Francesco Valori, vennero tutti condannati a morte. Ma con la fine del potere di Girolamo Savonarola (1498) fu lo stesso Valori ad essere catturato, proprio da un Tornabuoni (Simone, con Vincenzo Ridolfi), e poi fatto condannare a morte due anni dopo.
Nel 1522 Leonardo Tornabuoni diventa vescovo di Sansepolcro e con lui si apre la "dinastia episcopale" dei Tornabuoni in questa diocesi toscana, sulla cui cattedra tra 1522 e 1598 si avvicenderanno ben quattro esponenti della famiglia fiorentina.
Durante l'assedio del 1530 la famiglia si trasferì precauzionalmente a Roma, nella paura di rappresaglie del popolo. Con il ritorno dei Medici però fecero anch'essi rientro in città. Simone venne eletto Gonfaloniere di Giustizia sotto Clemente VII.
Con la pace dei tempi del Granducato la famiglia rimase importante, ma la loro fortuna aveva ormai iniziato una parabola discendente. Nel 1593 il palazzo familiare venne ceduto a Piero di Lorenzo Ridolfi.
Tra le personalità dei secoli successivi spiccano Alfonso Tornabuoni, vescovo di Sansepolcro e primo coltivatore di tabacco della regione (che venne appunto detto "erba tornabuona"), e il suo successore Niccolò, attivamente impegnato nell'applicazione dei decreti tridentini nella sua diocesi, che resse dal 1560 al 1598.

## Lo stemma

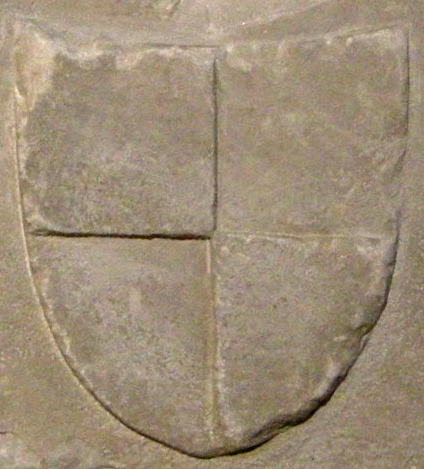
Lo stemma Tornaquinci, inquartato

Lo stemma Tornabuoni è inquartato in decusse oro e verde, con al centro un leone rampante, verde nei quarti d'oro e d'oro nei quarti verdi; le unghie e la lingua sono rosse e sul petto tiene uno scudetto d'argento con croce rossa.

## Mecenatismo
La famiglia Tornabuoni, sia in virtù della propria ricchezza che della propria influenza nella città di Firenze ed anche per il fatto di essere in contatto con i migliori esponenti dell'arte toscana dell'epoca, commissionarono importanti opere ad artisti di rilievo, tra cui:
- Domenico Ghirlandaio
  - Cappella Tornabuoni
  - Adorazione dei Magi Tornabuoni
  - Visitazione
  - Ritratto di Giovanna Tornabuoni
- Sandro Botticelli
  - Venere e le tre Grazie offrono doni a una giovane
  - Giovane introdotto tra le Arti Liberali

## Albero genealogico della famiglia Tornabuoni
|                     |                                               |                                               |                                       |                                       |                             |                  |                  |                    |                    |                                       |                                       |                  |                                |                                  |                                                         |                                                         |                                                         |                                                         |                               |                  |                  |                 |                 |                                   |                                   |                 |                                                    |                                                    |                                                                         |                                                                         |                                  |                                      |                                      |                                            |                                            |                                           |                                           |              |                                     |                                     |                                       |                                       |                                                       |                                                       |                                                             |                                                             |                                                                                  |                                                                                  |                                     |                                     |                                      |                                      |                                 |                                 |                                      |                                          |                                          |                 |                           |                                     |                                     |                                                    |                                                    |                                    |                                    |                                                  |                                                  |                                                |                                                |                                             |                                    |                                |                                |                                                                     |                                                                     |                                |                                |                                       |                                       |                                                       |                                                       |
|                     |                                               |                                               |                                       |                                       |                             |                  |                  |                    |                    |                                       |                                       |                  |                                |                                  |                                                         |                                                         |                                                         |                                                         |                               |                  |                  |                 |                 |                                   |                                   |                 |                                                    |                                                    |                                                                         |                                                                         |                                  |                                      |                                      |                                            |                                            |                                           |                                           |              |                                     |                                     |                                       |                                       |                                                       |                                                       | Ruggero *? †? ?                                             |                                                             |                                                                                  |                                                                                  |                                     |                                     |                                      |                                      |                                 |                                 |                                      |                                          |                                          |                 |                           |                                     |                                     |                                                    |                                                    |                                    |                                    |                                                  |                                                  |                                                |                                                |                                             |                                    |                                |                                |                                                                     |                                                                     |                                |                                |                                       |                                       |                                                       |                                                       |
|                     |                                               |                                               |                                       |                                       |                             |                  |                  |                    |                    |                                       |                                       |                  |                                |                                  |                                                         |                                                         |                                                         |                                                         |                               |                  |                  |                 |                 |                                   |                                   |                 |                                                    |                                                    |                                                                         |                                                                         |                                  |                                      |                                      |                                            |                                            |                                           |                                           |              |                                     |                                     |                                       |                                       |                                                       |                                                       |                                                             |                                                             |                                                                                  |                                                                                  |                                     |                                     |                                      |                                      |                                 |                                 |                                      |                                          |                                          |                 |                           |                                     |                                     |                                                    |                                                    |                                    |                                    |                                                  |                                                  |                                                |                                                |                                             |                                    |                                |                                |                                                                     |                                                                     |                                |                                |                                       |                                       |                                                       |                                                       |
|                     |                                               |                                               |                                       |                                       |                             |                  |                  |                    |                    |                                       |                                       |                  |                                |                                  |                                                         |                                                         |                                                         |                                                         |                               |                  |                  |                 |                 |                                   |                                   |                 |                                                    |                                                    |                                                                         |                                                                         |                                  |                                      |                                      |                                            |                                            |                                           |                                           |              |                                     |                                     |                                       |                                       |                                                       |                                                       |                                                             |                                                             |                                                                                  |                                                                                  |                                     |                                     |                                      |                                      |                                 |                                 |                                      |                                          |                                          |                 |                           |                                     |                                     |                                                    |                                                    |                                    |                                    |                                                  |                                                  |                                                |                                                |                                             |                                    |                                |                                |                                                                     |                                                                     |                                |                                |                                       |                                       |                                                       |                                                       |
|                     |                                               |                                               |                                       |                                       |                             |                  |                  |                    |                    |                                       |                                       |                  |                                |                                  |                                                         |                                                         |                                                         |                                                         |                               |                  |                  |                 |                 |                                   |                                   |                 |                                                    |                                                    |                                                                         |                                                                         |                                  |                                      |                                      |                                            |                                            |                                           |                                           |              |                                     |                                     |                                       |                                       |                                                       |                                                       | Tieri *? †? ?                                               |                                                             |                                                                                  |                                                                                  |                                     |                                     |                                      |                                      |                                 |                                 |                                      |                                          |                                          |                 |                           |                                     |                                     |                                                    |                                                    |                                    |                                    |                                                  |                                                  |                                                |                                                |                                             |                                    |                                |                                |                                                                     |                                                                     |                                |                                |                                       |                                       |                                                       |                                                       |
|                     |                                               |                                               |                                       |                                       |                             |                  |                  |                    |                    |                                       |                                       |                  |                                |                                  |                                                         |                                                         |                                                         |                                                         |                               |                  |                  |                 |                 |                                   |                                   |                 |                                                    |                                                    |                                                                         |                                                                         |                                  |                                      |                                      |                                            |                                            |                                           |                                           |              |                                     |                                     |                                       |                                       |                                                       |                                                       |                                                             |                                                             |                                                                                  |                                                                                  |                                     |                                     |                                      |                                      |                                 |                                 |                                      |                                          |                                          |                 |                           |                                     |                                     |                                                    |                                                    |                                    |                                    |                                                  |                                                  |                                                |                                                |                                             |                                    |                                |                                |                                                                     |                                                                     |                                |                                |                                       |                                       |                                                       |                                                       |
|                     |                                               |                                               |                                       |                                       |                             |                  |                  |                    |                    |                                       |                                       |                  |                                |                                  |                                                         |                                                         |                                                         |                                                         |                               |                  |                  |                 |                 |                                   |                                   |                 |                                                    |                                                    |                                                                         |                                                                         |                                  |                                      |                                      |                                            |                                            |                                           |                                           |              |                                     |                                     |                                       |                                       |                                                       |                                                       |                                                             |                                                             |                                                                                  |                                                                                  |                                     |                                     |                                      |                                      |                                 |                                 |                                      |                                          |                                          |                 |                           |                                     |                                     |                                                    |                                                    |                                    |                                    |                                                  |                                                  |                                                |                                                |                                             |                                    |                                |                                |                                                                     |                                                                     |                                |                                |                                       |                                       |                                                       |                                                       |
|                     |                                               |                                               |                                       |                                       |                             |                  |                  |                    |                    |                                       |                                       |                  |                                |                                  |                                                         |                                                         |                                                         |                                                         |                               |                  |                  |                 |                 |                                   |                                   |                 |                                                    |                                                    |                                                                         |                                                                         |                                  |                                      |                                      |                                            |                                            |                                           |                                           |              |                                     |                                     |                                       |                                       | TORNABUONI Simone *? †? ?                             | TORNABUONI Simone *? †? ?                             | Melchiorre *? †? monaco nel convento degli Angeli a Firenze | Melchiorre *? †? monaco nel convento degli Angeli a Firenze | Marabottino *? †? ?                                                              | Marabottino *? †? ?                                                              |                                     |                                     |                                      |                                      |                                 |                                 |                                      |                                          |                                          |                 |                           |                                     |                                     |                                                    |                                                    |                                    |                                    |                                                  |                                                  |                                                |                                                |                                             |                                    |                                |                                |                                                                     |                                                                     |                                |                                |                                       |                                       |                                                       |                                                       |
|                     |                                               |                                               |                                       |                                       |                             |                  |                  |                    |                    |                                       |                                       |                  |                                |                                  |                                                         |                                                         |                                                         |                                                         |                               |                  |                  |                 |                 |                                   |                                   |                 |                                                    |                                                    |                                                                         |                                                                         |                                  |                                      |                                      |                                            |                                            |                                           |                                           |              |                                     |                                     |                                       |                                       |                                                       |                                                       |                                                             |                                                             |                                                                                  |                                                                                  |                                     |                                     |                                      |                                      |                                 |                                 |                                      |                                          |                                          |                 |                           |                                     |                                     |                                                    |                                                    |                                    |                                    |                                                  |                                                  |                                                |                                                |                                             |                                    |                                |                                |                                                                     |                                                                     |                                |                                |                                       |                                       |                                                       |                                                       |
|                     |                                               |                                               |                                       |                                       |                             |                  |                  |                    |                    |                                       |                                       |                  |                                |                                  |                                                         |                                                         |                                                         |                                                         |                               |                  |                  |                 |                 |                                   |                                   |                 |                                                    |                                                    |                                                                         |                                                                         |                                  |                                      |                                      |                                            |                                            |                                           |                                           |              |                                     |                                     |                                       |                                       |                                                       |                                                       |                                                             |                                                             |                                                                                  |                                                                                  |                                     |                                     |                                      |                                      |                                 |                                 |                                      |                                          |                                          |                 |                           |                                     |                                     |                                                    |                                                    |                                    |                                    |                                                  |                                                  |                                                |                                                |                                             |                                    |                                |                                |                                                                     |                                                                     |                                |                                |                                       |                                       |                                                       |                                                       |
|                     |                                               |                                               |                                       |                                       |                             | Tieri *? †? ?    | Tieri *? †? ?    | Filippo † d.1429 ? | Filippo † d.1429 ? |                                       |                                       |                  |                                |                                  |                                                         |                                                         |                                                         |                                                         |                               |                  |                  |                 |                 |                                   |                                   |                 |                                                    |                                                    |                                                                         |                                                                         |                                  |                                      |                                      |                                            |                                            |                                           |                                           |              |                                     |                                     |                                       |                                       |                                                       |                                                       |                                                             |                                                             |                                                                                  |                                                                                  |                                     |                                     | Francesco †1436 Selvaggia Alessandri | Francesco †1436 Selvaggia Alessandri |                                 |                                 |                                      |                                          |                                          |                 |                           |                                     |                                     |                                                    |                                                    |                                    |                                    |                                                  |                                                  |                                                |                                                |                                             |                                    |                                |                                |                                                                     |                                                                     |                                |                                | Niccolò *? †? ?                       | Niccolò *? †? ?                       | Francesca *? †? 1. Vieri Guadagni 2. Bindo della Tosa | Francesca *? †? 1. Vieri Guadagni 2. Bindo della Tosa |
|                     |                                               |                                               |                                       |                                       |                             |                  |                  |                    |                    |                                       |                                       |                  |                                |                                  |                                                         |                                                         |                                                         |                                                         |                               |                  |                  |                 |                 |                                   |                                   |                 |                                                    |                                                    |                                                                         |                                                                         |                                  |                                      |                                      |                                            |                                            |                                           |                                           |              |                                     |                                     |                                       |                                       |                                                       |                                                       |                                                             |                                                             |                                                                                  |                                                                                  |                                     |                                     |                                      |                                      |                                 |                                 |                                      |                                          |                                          |                 |                           |                                     |                                     |                                                    |                                                    |                                    |                                    |                                                  |                                                  |                                                |                                                |                                             |                                    |                                |                                |                                                                     |                                                                     |                                |                                |                                       |                                       |                                                       |                                                       |
|                     |                                               |                                               |                                       |                                       |                             |                  |                  |                    |                    |                                       |                                       |                  |                                |                                  |                                                         |                                                         |                                                         |                                                         |                               |                  |                  |                 |                 |                                   |                                   |                 |                                                    |                                                    |                                                                         |                                                                         |                                  |                                      |                                      |                                            |                                            |                                           |                                           |              |                                     |                                     |                                       |                                       |                                                       |                                                       |                                                             |                                                             |                                                                                  |                                                                                  |                                     |                                     |                                      |                                      |                                 |                                 |                                      |                                          |                                          |                 |                           |                                     |                                     |                                                    |                                                    |                                    |                                    |                                                  |                                                  |                                                |                                                |                                             |                                    |                                |                                |                                                                     |                                                                     |                                |                                |                                       |                                       |                                                       |                                                       |
|                     | Simone *? †? una figlia di Niccolò de' Medici | Simone *? †? una figlia di Niccolò de' Medici |                                       |                                       |                             |                  |                  |                    |                    |                                       |                                       |                  | Filippo *? †? Lena della Stufa | Filippo *? †? Lena della Stufa   | Alessandra *? †? Giuliana de' Medici                    | Alessandra *? †? Giuliana de' Medici                    |                                                         |                                                         |                               |                  |                  |                 |                 |                                   |                                   |                 | Antonio †1468 canonico e cappellano di Sua Santità | Antonio †1468 canonico e cappellano di Sua Santità | Niccolò *? †? 1.Francesca di Onofrio di Ser Parente 2.Lucrezia Martelli | Niccolò *? †? 1.Francesca di Onofrio di Ser Parente 2.Lucrezia Martelli |                                  |                                      |                                      |                                            |                                            |                                           |                                           |              |                                     |                                     | Filippo *? †? Maddalena Bruni         | Filippo *? †? Maddalena Bruni         |                                                       |                                                       |                                                             |                                                             |                                                                                  |                                                                                  |                                     |                                     |                                      |                                      |                                 |                                 | Marabottino †1468 Selvaggia Corsini  | Marabottino †1468 Selvaggia Corsini      |                                          |                 | Alfonso †1463             | Alfonso †1463                       |                                     |                                                    | Giovanni † d.1497 Francesca Pitti                  | Giovanni † d.1497 Francesca Pitti  |                                    |                                                  |                                                  |                                                |                                                | Leonardo †1490 Bartolomea ?                 | Leonardo †1490 Bartolomea ?        | Alessandro † d.1484            | Alessandro † d.1484            | Lucrezia *1425 †1482 Piero il Gottoso de Medici, signore di Firenze | Lucrezia *1425 †1482 Piero il Gottoso de Medici, signore di Firenze | Dianora †1461 Tommaso Soderini | Dianora †1461 Tommaso Soderini | Cassandra *? †? Giovanni Guicciardini | Cassandra *? †? Giovanni Guicciardini |                                                       |                                                       |
|                     |                                               |                                               |                                       |                                       |                             |                  |                  |                    |                    |                                       |                                       |                  |                                |                                  |                                                         |                                                         |                                                         |                                                         |                               |                  |                  |                 |                 |                                   |                                   |                 |                                                    |                                                    |                                                                         |                                                                         |                                  |                                      |                                      |                                            |                                            |                                           |                                           |              |                                     |                                     |                                       |                                       |                                                       |                                                       |                                                             |                                                             |                                                                                  |                                                                                  |                                     |                                     |                                      |                                      |                                 |                                 |                                      |                                          |                                          |                 |                           |                                     |                                     |                                                    |                                                    |                                    |                                    |                                                  |                                                  |                                                |                                                |                                             |                                    |                                |                                |                                                                     |                                                                     |                                |                                |                                       |                                       |                                                       |                                                       |
|                     |                                               |                                               |                                       |                                       |                             |                  |                  |                    |                    |                                       |                                       |                  |                                |                                  |                                                         |                                                         |                                                         |                                                         |                               |                  |                  |                 |                 |                                   |                                   |                 |                                                    |                                                    |                                                                         |                                                                         |                                  |                                      |                                      |                                            |                                            |                                           |                                           |              |                                     |                                     |                                       |                                       |                                                       |                                                       |                                                             |                                                             |                                                                                  |                                                                                  |                                     |                                     |                                      |                                      |                                 |                                 |                                      |                                          |                                          |                 |                           |                                     |                                     |                                                    |                                                    |                                    |                                    |                                                  |                                                  |                                                |                                                |                                             |                                    |                                |                                |                                                                     |                                                                     |                                |                                |                                       |                                       |                                                       |                                                       |
|                     | Gianfrancesco *? †? Francesca Pitti           | Gianfrancesco *? †? Francesca Pitti           | Gian Simone †1484 Alessandra Ricasoli | Gian Simone †1484 Alessandra Ricasoli |                             |                  |                  |                    |                    | Gianfrancesco *? †? Maria Rustichelli | Gianfrancesco *? †? Maria Rustichelli | Giorgio *? †?    | Giorgio *? †?                  |                                  | Giovanni *? †?                                          | Giovanni *? †?                                          | Ludovico †1519 cavaliere di Malta                       | Ludovico †1519 cavaliere di Malta                       |                               | Pietro †1527 ?   | Pietro †1527 ?   | Maddalena †1480 | Maddalena †1480 | Antonio *? †? Elisabetta Salutati | Antonio *? †? Elisabetta Salutati | Francesco †1484 | Francesco †1484                                    | Onofrio *? †?                                      | Onofrio *? †?                                                           | Nanna *? †? Matteo degli Albizzi                                        | Nanna *? †? Matteo degli Albizzi | Alessandra *? †? Bernardo Baroncelli | Alessandra *? †? Bernardo Baroncelli | Giuliano *1454 † d.1530 vescovo di Saluzzo | Giuliano *1454 † d.1530 vescovo di Saluzzo | Alessandro *1453 †1509 cavaliere di Malta | Alessandro *1453 †1509 cavaliere di Malta | Donato *? †? | Donato *? †?                        | Francesco † d.1515                  | Francesco † d.1515                    | Tommaso *? †?                         | Tommaso *? †?                                         | Alfonso †1527 monaco domenicano a san Marco a Firenze | Alfonso †1527 monaco domenicano a san Marco a Firenze       | Simone, nobile romano *1472 †1543 Caterina Alberti          | Simone, nobile romano *1472 †1543 Caterina Alberti                               | Piero *? †? Albiera degli Albizzi                                                | Piero *? †? Albiera degli Albizzi   | Girolamo *? †? Piera della Casa     | Girolamo *? †? Piera della Casa      | Luigi *? †?                          | Luigi *? †?                     | Manno *? †?                     | Manno *? †?                          | Giovanni Battista *? †1501 Lucrezia Dini | Giovanni Battista *? †1501 Lucrezia Dini | Francesco *? †? | Francesco *? †?           | Pietro †1498                        | Pietro †1498                        | Lorenzo *1467 †1497 Giovanna degli Albizzi         | Lorenzo *1467 †1497 Giovanna degli Albizzi         | Antonio *? †?                      | Antonio *? †?                      |                                                  |                                                  |                                                | Pietro, conte palatino *? †? Maria Guiducci    | Pietro, conte palatino *? †? Maria Guiducci | Alfonso *? †?                      | Alfonso *? †?                  |                                |                                                                     |                                                                     |                                |                                |                                       |                                       |                                                       |                                                       |
|                     |                                               |                                               |                                       |                                       |                             |                  |                  |                    |                    |                                       |                                       |                  |                                |                                  |                                                         |                                                         |                                                         |                                                         |                               |                  |                  |                 |                 |                                   |                                   |                 |                                                    |                                                    |                                                                         |                                                                         |                                  |                                      |                                      |                                            |                                            |                                           |                                           |              |                                     |                                     |                                       |                                       |                                                       |                                                       |                                                             |                                                             |                                                                                  |                                                                                  |                                     |                                     |                                      |                                      |                                 |                                 |                                      |                                          |                                          |                 |                           |                                     |                                     |                                                    |                                                    |                                    |                                    |                                                  |                                                  |                                                |                                                |                                             |                                    |                                |                                |                                                                     |                                                                     |                                |                                |                                       |                                       |                                                       |                                                       |
|                     |                                               |                                               |                                       |                                       |                             |                  |                  |                    |                    |                                       |                                       |                  |                                |                                  |                                                         |                                                         |                                                         |                                                         |                               |                  |                  |                 |                 |                                   |                                   |                 |                                                    |                                                    |                                                                         |                                                                         |                                  |                                      |                                      |                                            |                                            |                                           |                                           |              |                                     |                                     |                                       |                                       |                                                       |                                                       |                                                             |                                                             |                                                                                  |                                                                                  |                                     |                                     |                                      |                                      |                                 |                                 |                                      |                                          |                                          |                 |                           |                                     |                                     |                                                    |                                                    |                                    |                                    |                                                  |                                                  |                                                |                                                |                                             |                                    |                                |                                |                                                                     |                                                                     |                                |                                |                                       |                                       |                                                       |                                                       |
|                     |                                               | Angelo *? †? Maria Bonsi                      | Angelo *? †? Maria Bonsi              | Filippo *? †?                         | Filippo *? †?               | Sebastiano †1498 | Sebastiano †1498 | Carlo *? †?        | Carlo *? †?        | Jacopo *? †? Elisabetta Ricasoli      | Jacopo *? †? Elisabetta Ricasoli      | Sigismondo *? †? | Sigismondo *? †?               | Filippo †1488 cavaliere di Malta | Filippo †1488 cavaliere di Malta                        | Gian Simone *? †? Martinella Pucci                      | Gian Simone *? †? Martinella Pucci                      | Luca †1523 cavaliere di Malta                           | Luca †1523 cavaliere di Malta | Giorgio † d.1512 | Giorgio † d.1512 | Jacopo † d.1512 | Jacopo † d.1512 | Francesca *? †? Girolamo Gondi    | Francesca *? †? Girolamo Gondi    |                 | Francesco †p. 1533 Margherita Guicciardini         | Francesco †p. 1533 Margherita Guicciardini         | Francesca *? †? Leonardo di Zanobi di Zanobi Bartolini Salimbeni        | Francesca *? †? Leonardo di Zanobi di Zanobi Bartolini Salimbeni        |                                  |                                      |                                      | figlio naturale Valerio *? †? sacerdote    | figlio naturale Valerio *? †? sacerdote    |                                           |                                           |              |                                     |                                     | Filippo †1529 protonotario apostolico | Filippo †1529 protonotario apostolico | Donato, nobile romano *1505 †1587 Lucrezia Lanfredini | Donato, nobile romano *1505 †1587 Lucrezia Lanfredini | Albertaccio †1544 canonico a Firenze                        | Albertaccio †1544 canonico a Firenze                        | Alfonso †1577 vescovo di Saluzzo e di Borgo San Sepolcro                         | Alfonso †1577 vescovo di Saluzzo e di Borgo San Sepolcro                         | Lorenzo *? †? Caterina Martelli     | Lorenzo *? †? Caterina Martelli     | Lucrezia *? †? Francesco del Bene    | Lucrezia *? †? Francesco del Bene    |                                 |                                 | Alfonso *? †?                        | Alfonso *? †?                            | Francesco *? †?                          | Francesco *? †? |                           | Giovanni † d.1530 Caterina Salviati | Giovanni † d.1530 Caterina Salviati | Leonardo †1540 vescovo di Ajaccio                  | Leonardo †1540 vescovo di Ajaccio                  | Giovanna *? †? Alessandro Antinori | Giovanna *? †? Alessandro Antinori | Lorenzo, conte palatino *? †? Maria Buondelmonti | Lorenzo, conte palatino *? †? Maria Buondelmonti | Giovanni Battista *? †?                        | Giovanni Battista *? †?                        | Leonardo *? †? Lucrezia Franceschi          | Leonardo *? †? Lucrezia Franceschi | Piero *? †? cavaliere di Malta | Piero *? †? cavaliere di Malta |                                                                     |                                                                     |                                |                                |                                       |                                       |                                                       |                                                       |
|                     |                                               |                                               |                                       |                                       |                             |                  |                  |                    |                    |                                       |                                       |                  |                                |                                  |                                                         |                                                         |                                                         |                                                         |                               |                  |                  |                 |                 |                                   |                                   |                 |                                                    |                                                    |                                                                         |                                                                         |                                  |                                      |                                      |                                            |                                            |                                           |                                           |              |                                     |                                     |                                       |                                       |                                                       |                                                       |                                                             |                                                             |                                                                                  |                                                                                  |                                     |                                     |                                      |                                      |                                 |                                 |                                      |                                          |                                          |                 |                           |                                     |                                     |                                                    |                                                    |                                    |                                    |                                                  |                                                  |                                                |                                                |                                             |                                    |                                |                                |                                                                     |                                                                     |                                |                                |                                       |                                       |                                                       |                                                       |
|                     |                                               |                                               |                                       |                                       |                             |                  |                  |                    |                    |                                       |                                       |                  |                                |                                  |                                                         |                                                         |                                                         |                                                         |                               |                  |                  |                 |                 |                                   |                                   |                 |                                                    |                                                    |                                                                         |                                                                         |                                  |                                      |                                      |                                            |                                            |                                           |                                           |              |                                     |                                     |                                       |                                       |                                                       |                                                       |                                                             |                                                             |                                                                                  |                                                                                  |                                     |                                     |                                      |                                      |                                 |                                 |                                      |                                          |                                          |                 |                           |                                     |                                     |                                                    |                                                    |                                    |                                    |                                                  |                                                  |                                                |                                                |                                             |                                    |                                |                                |                                                                     |                                                                     |                                |                                |                                       |                                       |                                                       |                                                       |
| Gianfrancesco *? †? | Gianfrancesco *? †?                           | Maria *? †? Lorenzo Strozzi                   | Maria *? †? Lorenzo Strozzi           | Ermellina *? †? Pietro Dini           | Ermellina *? †? Pietro Dini |                  |                  |                    |                    | Gianfrancesco *? †?                   | Gianfrancesco *? †?                   |                  |                                |                                  | Piero *? †? Costanza ?                                  | Piero *? †? Costanza ?                                  | Lucrezia *? †? Antonio dal Bene                         | Lucrezia *? †? Antonio dal Bene                         |                               |                  |                  |                 |                 |                                   |                                   |                 |                                                    |                                                    |                                                                         |                                                                         |                                  |                                      |                                      |                                            |                                            |                                           |                                           |              | Giuliano, nobile romano *1532 †1605 | Giuliano, nobile romano *1532 †1605 | Filippo †1559 vescovo di San Sepolcro | Filippo †1559 vescovo di San Sepolcro | Niccolò †1598 vescovo di San Sepolcro                 | Niccolò †1598 vescovo di San Sepolcro                 | Simone *? †? cavaliere dell'Ordine di Santo Stefano         | Simone *? †? cavaliere dell'Ordine di Santo Stefano         | Cosimo *1550 †1605 1.Maria della Stufa 2.Maria Frescobaldi 3.Maddalena de' Nerli | Cosimo *1550 †1605 1.Maria della Stufa 2.Maria Frescobaldi 3.Maddalena de' Nerli |                                     |                                     |                                      |                                      | Girolamo *? †?                  | Girolamo *? †?                  | Giovanni Battista *? †? Maria Faloni | Giovanni Battista *? †? Maria Faloni     | Piero *? †?                              | Piero *? †?     |                           |                                     |                                     | figlio naturale Leonetto *? †? Fiammetta Tossinghi | figlio naturale Leonetto *? †? Fiammetta Tossinghi |                                    |                                    | Giovanni Battista, conte palatino *? †?          | Giovanni Battista, conte palatino *? †?          | Piero, conte palatino *? †? Cassandra Ricasoli | Piero, conte palatino *? †? Cassandra Ricasoli | Francesco *? †?                             | Francesco *? †?                    | Giovanni *? †?                 | Giovanni *? †?                 |                                                                     |                                                                     |                                |                                |                                       |                                       |                                                       |                                                       |
|                     |                                               |                                               |                                       |                                       |                             |                  |                  |                    |                    |                                       |                                       |                  |                                |                                  |                                                         |                                                         |                                                         |                                                         |                               |                  |                  |                 |                 |                                   |                                   |                 |                                                    |                                                    |                                                                         |                                                                         |                                  |                                      |                                      |                                            |                                            |                                           |                                           |              |                                     |                                     |                                       |                                       |                                                       |                                                       |                                                             |                                                             |                                                                                  |                                                                                  |                                     |                                     |                                      |                                      |                                 |                                 |                                      |                                          |                                          |                 |                           |                                     |                                     |                                                    |                                                    |                                    |                                    |                                                  |                                                  |                                                |                                                |                                             |                                    |                                |                                |                                                                     |                                                                     |                                |                                |                                       |                                       |                                                       |                                                       |
|                     |                                               |                                               |                                       |                                       |                             |                  |                  |                    |                    |                                       |                                       |                  |                                |                                  |                                                         |                                                         |                                                         |                                                         |                               |                  |                  |                 |                 |                                   |                                   |                 |                                                    |                                                    |                                                                         |                                                                         |                                  |                                      |                                      |                                            |                                            |                                           |                                           |              |                                     |                                     |                                       |                                       |                                                       |                                                       |                                                             |                                                             |                                                                                  |                                                                                  |                                     |                                     |                                      |                                      |                                 |                                 |                                      |                                          |                                          |                 |                           |                                     |                                     |                                                    |                                                    |                                    |                                    |                                                  |                                                  |                                                |                                                |                                             |                                    |                                |                                |                                                                     |                                                                     |                                |                                |                                       |                                       |                                                       |                                                       |
|                     |                                               |                                               |                                       |                                       |                             |                  |                  |                    |                    |                                       |                                       |                  |                                |                                  | Gian Simone †1625                                       | Gian Simone †1625                                       |                                                         |                                                         |                               |                  |                  |                 |                 |                                   |                                   |                 |                                                    |                                                    |                                                                         |                                                                         |                                  |                                      |                                      |                                            |                                            |                                           |                                           |              |                                     |                                     | Donato *? †?                          | Donato *? †?                          | Francesco *? †?                                       | Francesco *? †?                                       | Alfonso *? †?                                               | Alfonso *? †?                                               | Caterina *? †? Sforza Almani                                                     | Caterina *? †? Sforza Almani                                                     | Cassandra †1662 Guglielmo de' Pazzi | Cassandra †1662 Guglielmo de' Pazzi | Virginia †1677 Pandolfo Pandolfini   | Virginia †1677 Pandolfo Pandolfini   | Maria *? †? Girolamo Albergotti | Maria *? †? Girolamo Albergotti |                                      |                                          |                                          |                 | Giovanni *? †? Carlotta ? | Giovanni *? †? Carlotta ?           | Franceschetto *? †?                 | Franceschetto *? †?                                | Alessandro *? †?                                   | Alessandro *? †?                   | Leonardo *? †?                     | Leonardo *? †?                                   | Leonardo, conte palatino *? †?                   | Leonardo, conte palatino *? †?                 | Virginia †1682 Francesco Saracinelli, conte    | Virginia †1682 Francesco Saracinelli, conte |                                    |                                |                                |                                                                     |                                                                     |                                |                                |                                       |                                       |                                                       |                                                       |
|                     |                                               |                                               |                                       |                                       |                             |                  |                  |                    |                    |                                       |                                       |                  |                                |                                  |                                                         |                                                         |                                                         |                                                         |                               |                  |                  |                 |                 |                                   |                                   |                 |                                                    |                                                    |                                                                         |                                                                         |                                  |                                      |                                      |                                            |                                            |                                           |                                           |              |                                     |                                     |                                       |                                       |                                                       |                                                       |                                                             |                                                             |                                                                                  |                                                                                  |                                     |                                     |                                      |                                      |                                 |                                 |                                      |                                          |                                          |                 |                           |                                     |                                     |                                                    |                                                    |                                    |                                    |                                                  |                                                  |                                                |                                                |                                             |                                    |                                |                                |                                                                     |                                                                     |                                |                                |                                       |                                       |                                                       |                                                       |
|                     |                                               |                                               |                                       |                                       |                             |                  |                  |                    |                    |                                       |                                       |                  |                                |                                  |                                                         |                                                         |                                                         |                                                         |                               |                  |                  |                 |                 |                                   |                                   |                 |                                                    |                                                    |                                                                         |                                                                         |                                  |                                      |                                      |                                            |                                            |                                           |                                           |              |                                     |                                     |                                       |                                       |                                                       |                                                       |                                                             |                                                             |                                                                                  |                                                                                  |                                     |                                     |                                      |                                      |                                 |                                 |                                      |                                          |                                          |                 |                           |                                     |                                     |                                                    |                                                    |                                    |                                    |                                                  |                                                  |                                                |                                                |                                             |                                    |                                |                                |                                                                     |                                                                     |                                |                                |                                       |                                       |                                                       |                                                       |
|                     |                                               |                                               |                                       |                                       |                             |                  |                  |                    |                    |                                       |                                       |                  | Angelo *? †? teologo           | Angelo *? †? teologo             | ? *? †? monaca del monastero di san Donato di Polverosa | ? *? †? monaca del monastero di san Donato di Polverosa | ? *? †? monaca del monastero di san Donato di Polverosa | ? *? †? monaca del monastero di san Donato di Polverosa |                               |                  |                  |                 |                 |                                   |                                   |                 |                                                    |                                                    |                                                                         |                                                                         |                                  |                                      |                                      |                                            |                                            |                                           |                                           |              |                                     |                                     |                                       |                                       |                                                       |                                                       |                                                             |                                                             |                                                                                  |                                                                                  |                                     |                                     |                                      |                                      |                                 |                                 |                                      |                                          |                                          |                 | Gian Luigi *? †?          | Gian Luigi *? †?                    |                                     |                                                    |                                                    |                                    |                                    |                                                  |                                                  |                                                |                                                |                                             |                                    |                                |                                |                                                                     |                                                                     |                                |                                |                                       |                                       |                                                       |                                                       |